# Vägarbete

Europeiska vägmärket för vägarbete.

Vägarbete är ett arbete på en väg, vanligen reparation eller annat underhåll.
Vid vägarbete gäller särskilda bestämmelser för att säkerställa en god arbetsmiljö, trafiksäkerhet och god framkomlighet.

## Bildgalleri

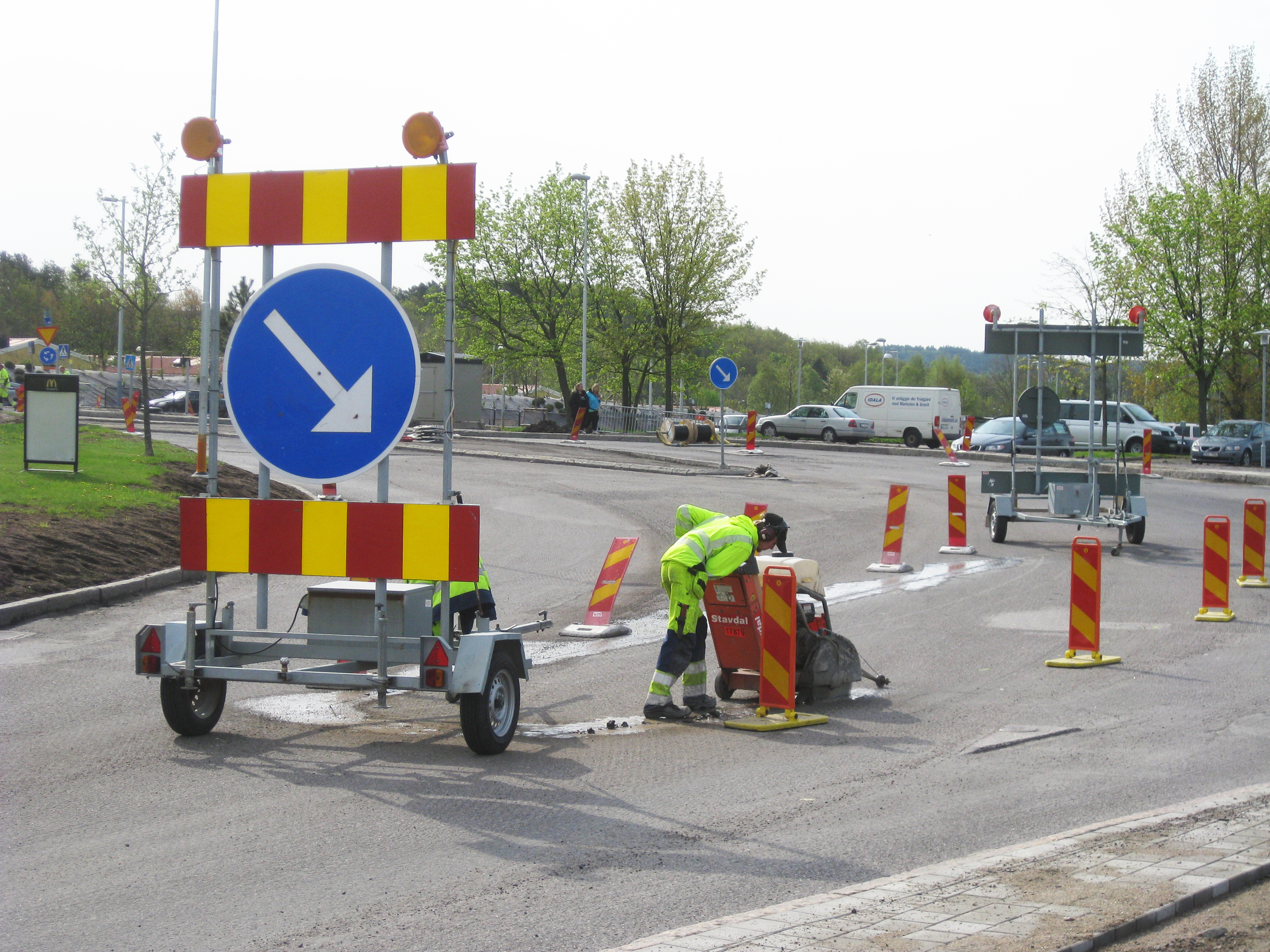
Vägarbete i Västra Frölunda.
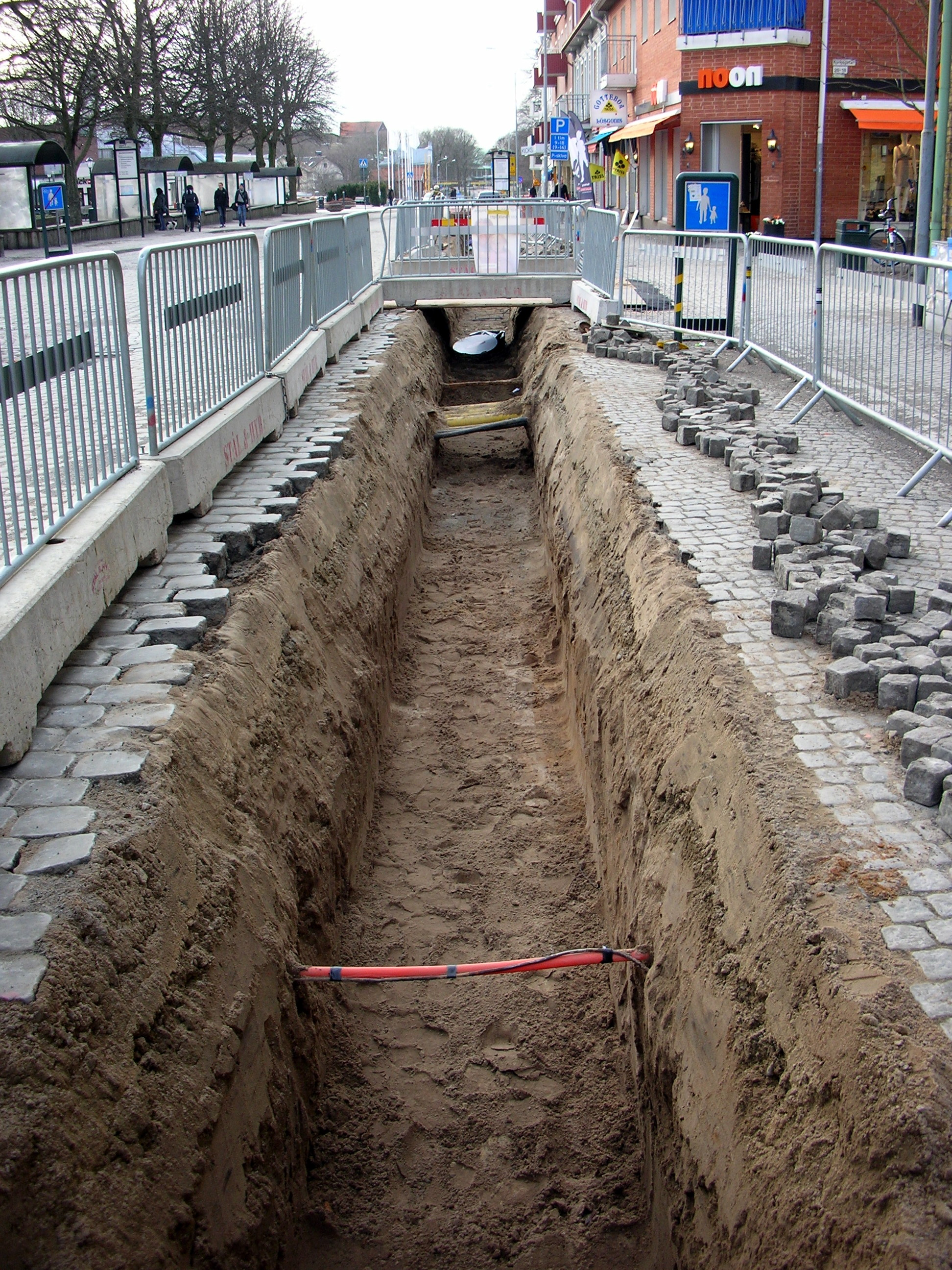
Vägarbete i en gata i Varberg
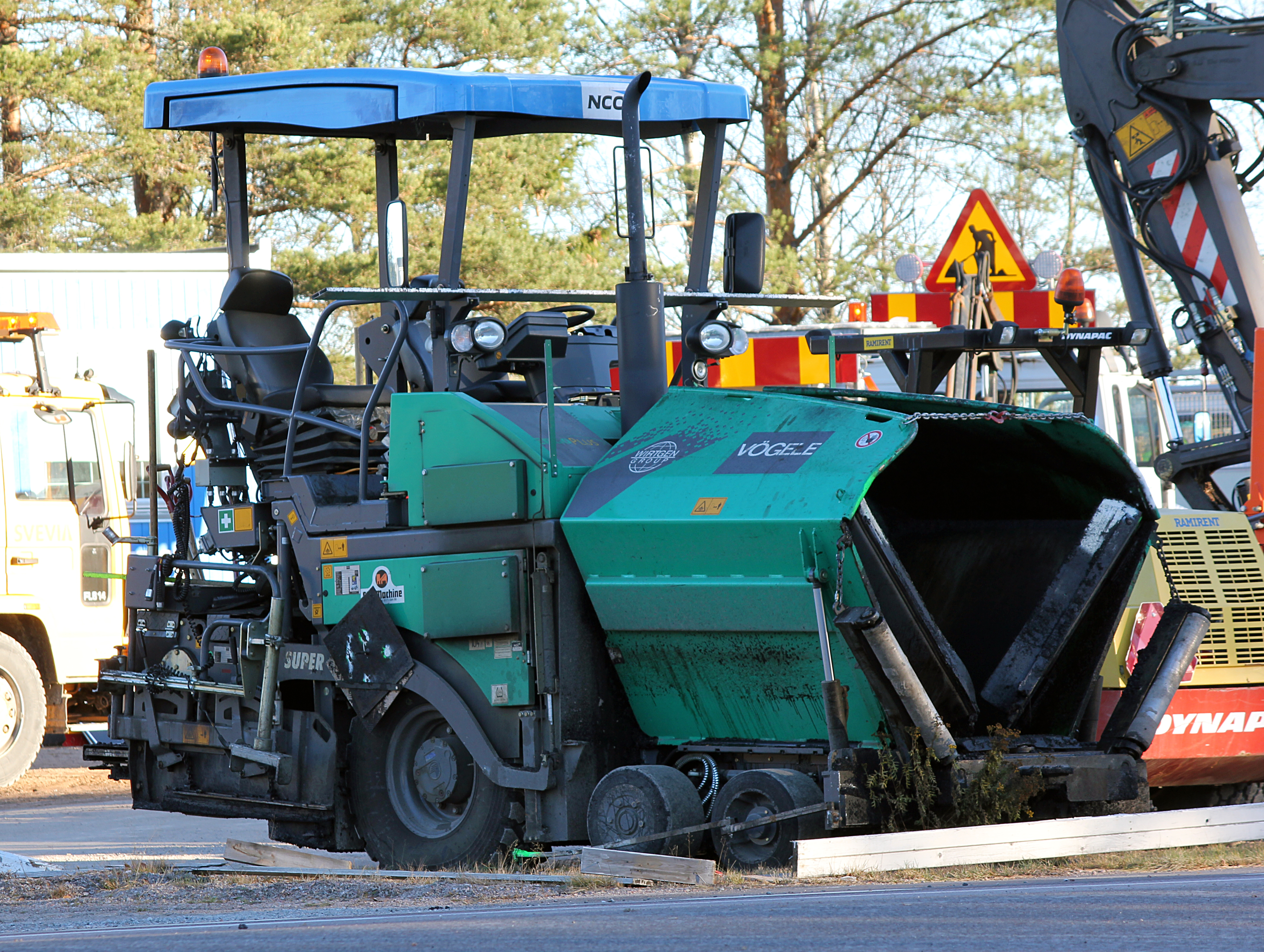
Maskin för att sprida ut asfalt på väg.